# Подград (община Любляна)
Вижте пояснителната страница за други значения на Подград.
Подград (на словенски: Podgrad) е село в Словения, регион Средна Словения, община Любляна. Според Националната статистическа служба на Република Словения през 2015 г. селото има 253 жители.